# Victim of Love
Victim of Love er et studiealbum af den britiske sanger Elton John udgivet i 1979. Albummet blev indspillet i München og Hollywood i august 1979 og blev produceret af Pete Bellotte. Det blev ikke godt modtaget af kritikerne og er Johns tredje laveste album på hitlisterne til dato i USA. Det er også det korteste studiealbum af Elton John, med en længde under 36 minutter.

## Sporliste
| #  | Titel                       | Sangskriver(e)                             | Længde |
| -- | --------------------------- | ------------------------------------------ | ------ |
| 1. | "Johnny B. Goode"           | Chuck Berry                                | 8:06   |
| 2. | "Warm Love in a Cold World" | Pete Bellotte, Stefan Wisnet, Gunther Moll | 4:30   |
| 3. | "Bord Bad"                  | Bellotte, Geoff Bastow                     | 5:16   |
| 4. | "Thunder in the Night"      | Bellotte, Michael Hofmann                  | 4:40   |
| 5. | "Spotlight"                 | Bellotte, Wisnet, Moll                     | 4:24   |
| 6. | "Street Boogie"             | Bellotte, Wisnet, Moll                     | 3:56   |
| 7. | "Victim of Love"            | Bellotte, Sylvester Levay, Jerry Rix       | 4:52   |

## Musikere
- Elton John – vokal, baggrundsvokal
- Keith Forsey – trommer
- Todd Canedy – trommer
- Thor Baldursson – keyboard, arrangør
- Tim Cansfield – guitar
- Paulinho Da Costa – perkussion
- Roy Davies – keyboard
- Steve Lukather – guitar solo på "Warm Love in a Cold World"
- Michael McDonald – baggrundsvokal på "Victim of Love"
- Marcus Miller – basguitar
- Lenny Pickett – saxofon på "Johnny B. Goode"
- Patrick Simmons – baggrundsvokal på "Victim of Love"
- Craig Snyder – guitar
- Julia Tillman Waters – baggrundsvokal
- Stephanie Spruill – baggrundsvokal
- Maxine Willard Waters – baggrundsvokal

## Hitlisteplaceringer
| Hitliste (1979)                  | Placering |
| -------------------------------- | --------- |
| Australien (Kent Music Report)   | 20        |
| Canada (RPM Albums Chart)        | 28        |
| Tyskland (Media Control Charts)  | 21        |
| New Zealand (RIANZ)              | 44        |
| Norge (VG-lista)                 | 18        |
| Storbritannien (UK Albums Chart) | 41        |
| USA (Billboard 200)              | 35        |